# Градове за живота
Движението Градове на живота възниква през 2000 г. в Тоскана (Италия).
През същата година Тоскана обявява като ежегоден празник 30 ноември – денят, в който през 1786 г. Великият херцог на областта Леополд II, по-късно (1790 – 1792) император на Свещената Римска империя, отменя смъртното наказание.
За период от няколко години в движението нараства и към момента включва 37 столици и общо 573 големи и по-малки градове от целия свят.
Най-активните градове в движението са Рим, Брюксел, Мадрид, Отава, Мексико Сити, Берлин, Барселона, Флоренция, Венеция, Буенос Айрес, Остин, Далас, Антверпен, Виена, Неапол, Париж, Копенхаген, Стокхолм, Богота, Сантяго де Чиле и др. Няма данни за участие на български градове в движението.
Последните активни действия на движението са пропаганда и дипломатически стъпки за отмяна на големия брой екзекуции в Китай и някои държави на Африка.